# 森美爾·卡巴雷諾
豪尔赫·塞缪尔·卡巴雷罗（Jorge Samuel Caballero，1974年12月24日—），生于倫皮拉港，洪都拉斯职业足球运动员。

## 俱乐部生涯
卡巴雷諾出道於奥林匹亚，2001年，前往歐洲效力烏甸尼斯，2004年，他改投沙勒尼塔納，之後他往烏拉圭效力蒙特維多國民隊，度過一個不如意的賽季，他改往美國職業足球大聯盟發展，投效芝加哥火焰。但在2005赛季，卡巴雷罗的表现让人失望，并在赛季后被芝加哥火焰解约。2006年，他只能跟随科罗拉多急流参加赛季前训练。
2006年2月12日，卡巴雷罗代表洪都拉斯队在广州越秀山体育场和中国队进行友谊赛，并被中超升班马长春亚泰队看中，并于3月4日加盟长春亚泰队。卡巴雷罗在2006赛季中超联赛中表现出色，立即成为长春亚泰队后防的核心球员。5月20日，卡巴雷罗在长春亚泰4比1击败北京国安的比赛中取得自己的首个中超进球。2006赛季长春亚泰队最终获得联赛第四名，而卡巴雷罗以其稳定的表现入选北方明星队参加中超南北明星对抗赛，长春亚泰俱乐部也在10月26日和他续约两年。
2007赛季，5月6日在长春亚泰和天津泰达的比赛中，由于杜震宇受伤、王栋停赛，卡巴雷罗首次成为球队场上队长。从8月7日联赛的第二阶段长春亚泰和深圳上清饮的比赛开始，卡巴雷罗被主教练高洪波正式指定为球队的队长。卡巴雷罗在球队继续其稳定的表现，并帮助球队夺得了当赛季的中超联赛冠军。赛季结束后，卡巴雷罗再次和球队续约至2009年。
2008赛季结束后，卡巴雷罗公开表示他有意回洪都拉斯踢球，以便照顾自己的家庭并重新回到洪都拉斯国家队。洪都拉斯国内俱乐部马拉松和他的母队奥林匹亚都有意在冬季转会窗引进卡巴雷罗，但最后他决定继续在长春亚泰履行自己的合同。2009年10月10日，卡巴雷罗在长春亚泰客场1比1战平广州医药的比赛中首发出场，完成了他第100场中超比赛。2009赛季结束后，卡巴雷罗再次和长春亚泰续约两年。2009年12月4日，卡巴雷罗以36岁的高龄当选为2009赛季中超最佳运动员。
2010年中超第一阶段长春亚泰最后一场和上海申花比赛中，卡巴雷罗膝盖半月板旧伤复发，最终缺席了赛季的大部分比赛。赛季结束后卡巴雷罗被长春亚泰弃用。

## 国家队生涯
卡巴雷諾在洪都拉斯是重要成員，他代表球隊參與2002年和2006年的世界盃外圍賽。
2008年，他作为超龄球员入选洪都拉斯国奥队参加2008年奥运会。